# Myrianida pachycera
Myrianida pachycera är en ringmaskart som först beskrevs av Augener 1913.  Myrianida pachycera ingår i släktet Myrianida och familjen Syllidae. Inga underarter finns listade i Catalogue of Life.